# Katarina Witt

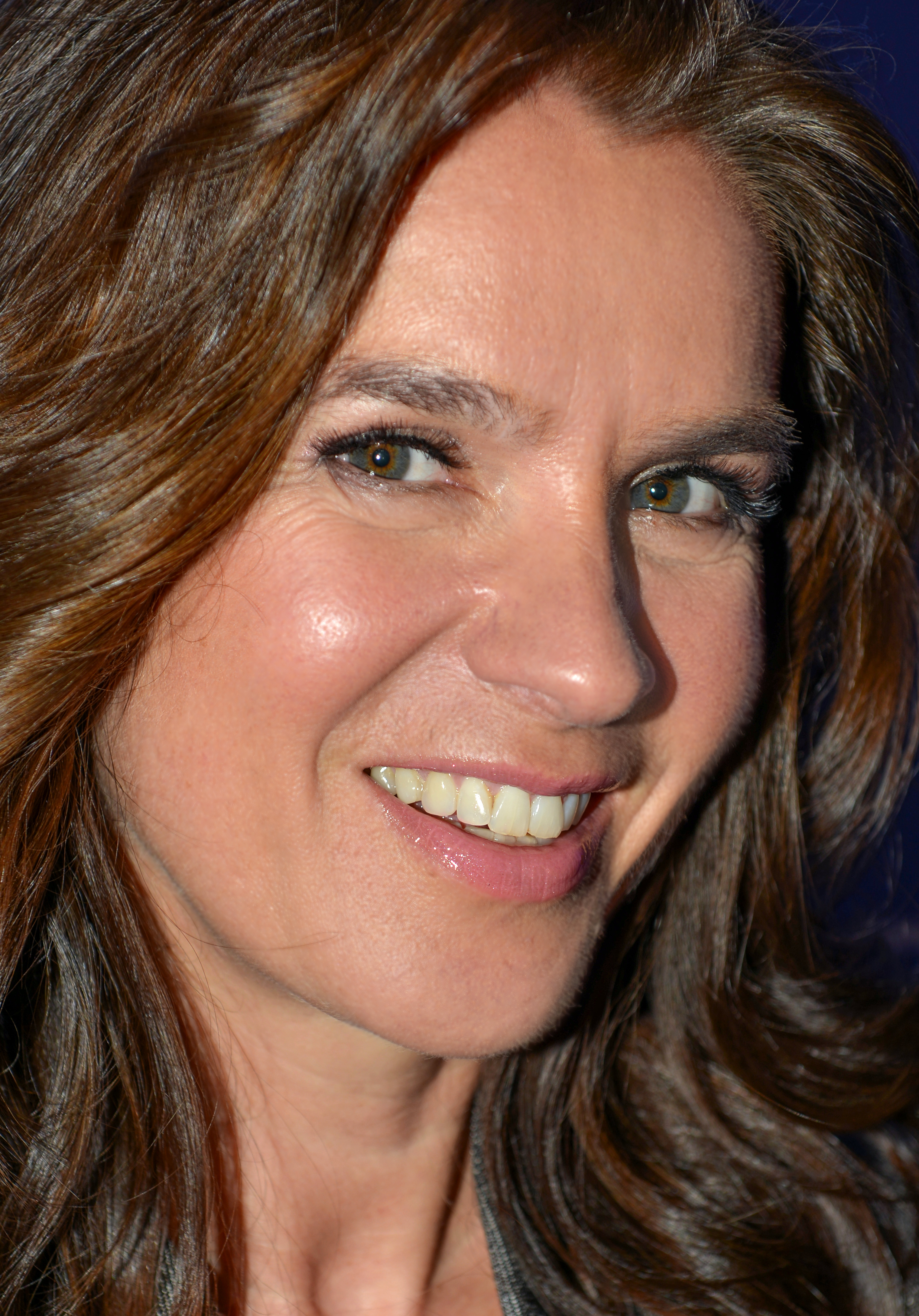
Katarina Witt (2014)

Katarina "Kati" Witt, född 3 december 1965 i Falkensee,  i dåvarande Östtyskland, är en tysk konståkare. 
Hon betraktas som en av de allra bästa kvinnliga konståkarna genom tiderna. Hon vann sex europeiska mästerskap, världsmästerskapen 1984, 1985, 1987 och 1988 samt guldmedalj i Olympiska spelen 1984 i Sarajevo och 1988 i Calgary.
Hon växte upp i Karl-Marx-Stadt i det forna Östtyskland. Hon tränades från 1977 av Jutta Müller i SC Karl-Marx-Stadt och gick i idrottsskola, Karl-Marx-Städter Kinder- und Jugendsportschule (KJS). 1983 kom hennes första stora framgång då hon vann EM.
År 1988 började hon en karriär som professionell showkonståkare. Hon har poserat i tidskriften Playboy och har även haft en biroll i filmen Ronin 1998 mot Robert de Niro och Jean Reno, där hon spelar en konståkare som blir lönnmördad under en uppvisning på isen.